# Georgi Stoičkov
Georgi Ivov Stoičkov (in bulgaro Георги Ивов Стоичков?; Sofia, 27 maggio 1994) è un ex calciatore bulgaro, di ruolo centrocampista.

## Carriera
Ha sempre giocato nel campionato bulgaro, alternandosi tra la massima serie e la seconda divisione.